# Robert Neville
Robert G. M. Neville (12 de maig de 1905 - 17 de febrer de 1970) va ser un reporter i periodista estatunidenc que, en una carrera de 40 anys, va cobrir la Guerra Civil espanyola, la Segona Guerra Mundial i la Guerra de Corea, treballant per al The New York Times, New York Post, New York Herald Tribune, PM i, a partir de 1937, la revista Time on va romandre dos anys i, posteriorment, 13 anys, des que el 1938 n'esdevingué editor de notícies estrangeres.

## Orígens
Nadiu d'Oklahoma, Robert Neville va néixer en un ranxo vora la petita ciutat de Vinita, fill d'Oliver D. Neville i Lavona A. Neville, originaris de Missouri. Posteriorment es va mudar amb la seva família a Wyoming, on va viure a la petita ciutat de Gillette. Als 14 anys va treballar com a tipògraf a un diari local. Començà la seva formació superior a la Universitat de Califòrnia i després es va traslladar a Nova York per obtenir un títol de Llicenciat en Literatura a la Universitat de Colúmbia, i va obtenir el màster a la Columbia School of Journalism el 1929.

## Carrera
Mentre estudiava els seus graus i durant tres anys després de rebre el seu màster, va treballar com a reporter a The Times, després per al Post i finalment al Herald Tribune qui, el 1936, el va enviar a Espanya per cobrir la guerra civil que acabava d'esclatar. Alguns dels seus informes sobre el camp de batalla també es van publicar al setmanari liberal The New Republic.
Cap al 1937, després de gairebé un any a Espanya, Neville tornava a Nova York, canviant el seu entorn laboral del d'un diari quotidià a la revista setmanal Time que, l'any següent, el va impulsar al càrrec de editor de notícies estrangeres. Viatjava amb freqüència a la capital polonesa, Varsòvia, en els deu mesos anteriors a l'esclat de la Segona Guerra Mundial i hi va ser testimoni, l'1 de setembre de 1939, del primer dia de la guerra, mentre l'exèrcit de Hitler va envair Polònia. El 1940, William Saroyan el va incloure entre els "editors col·laboradors" a Time a l'obra Love's Old Sweet Song.
Tornant de nou a Nova York, Neville va decidir tornar al treball a un diari, integrant-se com un dels periodistes inicials, al recentment fundat (el juny de 1940) diari vespertí d'esquerres PM, que no acceptava publicitat i s'assemblava a una noticiari setmanal en la seva confiança en fotografies grans i pàgines grapades. Li van oferir el mateix càrrec que ocupava a Time, editor de notícies estrangeres, Neville va romandre a PM fins a desembre de 1941 quan, després de l'atac a Pearl Harbor, va ingressar a l'Exèrcit dels Estats Units d'Amèrica com a soldat, als 36 anys. Aviat fou ascendit a sergent de personal i va rebre un càrrec a la divisió de publicacions; va ser enviat al nord d'Àfrica on fou el cofundador de l'edició del periòdic de les Forces Armades Stars and Stripes que abastava els escenaris de la Mediterrània, l'Orient Mitjà i l'Àfrica de la Segona Guerra Mundial. Després de l'alliberament de Roma, el diari hi va traslladar la seu, on Neville, ara ascendit al rang de capità, i on ràpidament fou ascendit a major i després a tinent coronel, hi va servir com a oficial d'edició i publicacions.
El gener de 1946, vuit mesos després del final de la guerra a Europa, Neville va renunciar a la seva comissió a l'exèrcit per a la vida civil a Nova York, però aviat va decidir retornar a Europa, reincorporant-se a Time com a cap d'oficina a Roma. Va ser a Roma on el 1947 es va casar amb la italiana Maria Sentinelli.
Continuant informant des de l'estranger, Neville va ser nomenat posteriorment com a cap de les oficines Time–Life a Istanbul, Hong Kong, Buenos Aires i Nova Delhi, però finalment va decidir viure definitivament a Roma, retirant-se del conglomerat editorial el 1959, quan tenia 54 anys. Continuà treballant com a escriptor autònom, va ser autor de The World of the Vatican, un llibre de 1962 que examinava el funcionament del govern de la ciutat estat, a més de contribuir amb nombrosos articles a diverses publicacions, incloses Encounter, Harper's, Look, així com The New York Times Magazine i els suplements dominicals del The New York Times Book Review a finals dels anys vint i principis dels anys trenta.

## Personal i mort
El 1967, durant unes vacances d'esquí a Suïssa, Robert Neville va patir un ictus debilitant que va disminuir molt la seva capacitat d'escriure i va minar la seva salut, conduint-lo finalment a la seva mort tres anys després a Roma el 19 de febrer de 1970. Xos dies després de la seva mort es va celebrar un servei funerari a l'Església Episcopal de Sant Pau Entremurs. Tenia 64 anys i li va sobreviure la seva esposa.